# Campo di aviazione di Arquà Petrarca
Il campo di aviazione di Arquà Petrarca fu un aeroporto d'Italia attivo dal 1918 al 1919.

## Storia
Costruito dal 1918 con una decina di hangar, ospitò le squadriglie italiane da bombardamento e il comando del  XIV Gruppo Aeroplani.

## Reparti

### Italia
- XIV Gruppo
- 2ª Squadriglia
- 7ª Squadriglia
- 9ª Squadriglia
- 10ª Squadriglia da bombardamento "Caproni"
- 16ª Squadriglia